# Resident Evil Village
Resident Evil Village – gra komputerowa z gatunku survival horror opracowana przez Capcom. Jest to główna odsłona serii Resident Evil i fabularna kontynuacja Resident Evil 7: Biohazard z 2017 roku. Osobną grą jest tryb sieciowy dla wielu graczy, Resident Evil RE: Verse. Produkcję gry ogłoszono w czerwcu 2020 roku. Została wydana 7 maja 2021 roku na Windows, PlayStation 4, PlayStation 5, Xbox One, Xbox Series X/S i Stadia. 28 października 2022 została wydana na macOS i Nintendo Switch.

## Fabuła
Akcja Resident Evil Village toczy się trzy lata po wydarzeniach z Resident Evil 7, a Ethan Winters powraca jako główny bohater. Ethan prowadzi spokojne życie z żoną Mią i córką Rosemary, przerwane przez Chrisa Redfielda, który porywa go do nieznanej wioski w Europie. Bohater musi przeszukać wioskę, aby uratować Rosemary. Wioską kierują czterej zmutowani przywódcy, każdy z nich zarządza swoim terytorium z osobnej twierdzy. Alcina Dimitrescu, wysoka arystokratka podobna do wampira, włada na zamku. Karl Heisenberg przewodzi grupie stworzeń podobnych do wilkołaków. Salvatore Moreau dowodzi kilkoma stworzeniami z jeziora sąsiadującego z wioską. Donna Beneviento zamieszkuje w rezydencji i kontroluje marionetkę o imieniu Angie. Wszystkie domy podlegają Matce Mirandzie, władczyni całej wioski, otoczonej kultem przez mieszkańców.

## Rozgrywka
Podobnie jak Resident Evil 7 z 2017 roku, Resident Evil Village przedstawiona jest z perspektywy pierwszoosobowej. System zarządzania zasobami jest podobny do tego z Resident Evil 4 (2005). Gracze mogą kupować broń i przedmioty od kupca. Mogą również polować na określone zwierzęta w wiosce i przyrządzić ich mięso. Jedzenie potraw daje pewne korzyści, takie jak zmniejszenie obrażeń zadawanych podczas blokowania.
Resident Evil Village będzie zawierać wieloosobową grę online dla sześciu graczy, Resident Evil RE: Verse.

## Odbiór
Krytycy pozytywnie ocenili głównie początek gry. W opinii redaktora z serwisu Gry-Online początek to najmocniejszy punkt produkcji. W recenzji stwierdził, że „spokój zostaje zaburzony gwałtownie i dramatycznie, a zdezorientowany Ethan trafia w sam środek tytułowej przysypanej śniegiem wioski”. Podobnego zdania był Leon Hurley z GamesRadaru, któremu podobały się elementy horroru na początku opowieści, jednak później gra zamienia się w zwykłą strzelankę. Tristan Ogilvie z IGN zauważył, że liczba wrogów zwiększa się wraz z przechodzeniem kolejnych etapów – początkowo gra przypomina horror, jednak później budzi skojarzenie z kampanią Call of Duty. Według agregatora Metacritic Resident Evil Village w wersji na konsolę PlayStation 5 uzyskał średnią wynoszącą 84% ze 106 recenzji.